# Adolf Heschl
Adolf Heschl (* 1959 in Graz) ist ein österreichischer Zoologe, Primatenforscher und Autor.

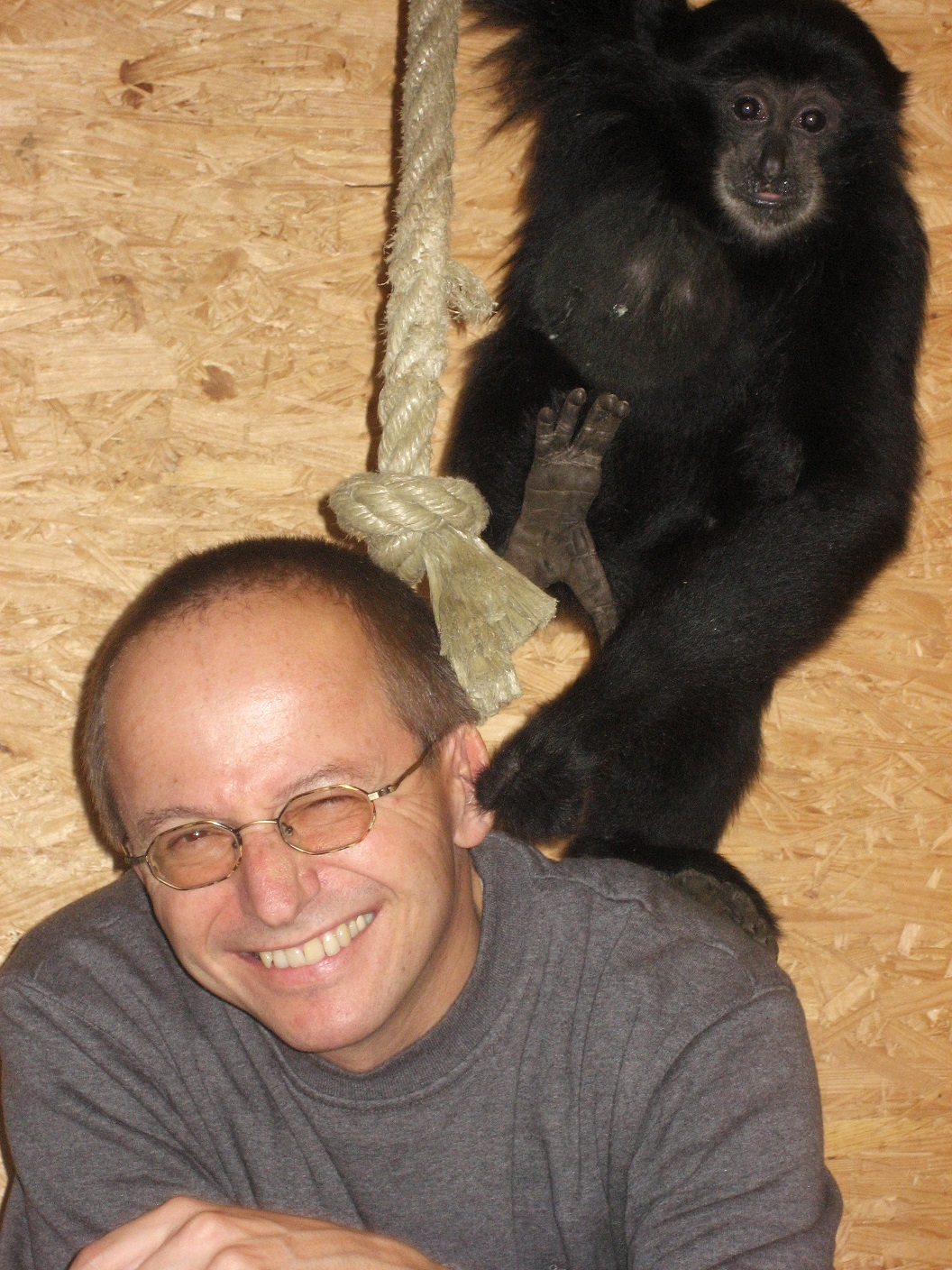
Forscher mit Versuchstier (Siamang)

## Leben
Heschl studierte Zoologie und Ethologie in Graz sowie genetische Epistemologie in Genf und evolutionäre Erkenntnistheorie in Wien. Als Postdoc ging er ans Jean-Piaget-Zentrum der Universität Genf, wo er an Experimenten zur Entwicklung des Kausalverständnisses bei Kindern teilnahm. Danach forschte er als Universitätsassistent am Institut für Zoologie der Universität Wien zur Intelligenz der Ziesel. Seit 1996 war er Geschäftsführer des Konrad-Lorenz-Instituts für Evolutions- und Kognitionsforschung in Altenberg bei Wien. Erste Arbeiten mit Primaten untersuchten das Verhalten von Krallenaffen vor dem Spiegel. Von 2005 bis 2012 war er Lehrbeauftragter am Zoologischen Institut der Universität Graz mit einer Vorlesung über Kognition bei Primaten, in der es um den fundamentalen Zusammenhang von Selbstbewusstsein und höherer Intelligenz ging. Von 2013 bis 2016 war er Leiter des Science Parks am Ökopark Hartberg, wo er sich der Problematik erfolgreichen Wissenstransfers aus Naturwissenschaft und Technik (Spezialgebiet Bionik) widmete. Seit 2016 ist er freier Mitarbeiter der zoologischen Abteilung des Universalmuseum Joanneum.

## Positionen
Heschl zufolge ist der Mensch gänzlich genetisch vorprogrammiert. Er führt alles menschliche Verhalten konsequent auf die Frage nach dem Beitrag zum Erhalt der genetischen Fitness des Individuums zurück. Alles moralische und kognitive Verhalten ist seiner Überzeugung nach evolutiv durch Mutation und Selektion entstanden und in unseren Genen verankert.
Kritiker wenden unter anderem gegen den „fundamentalistischen“ Standpunkt Heschls ein, dieser setze tierisches und menschliches Verhalten gleich.

## Schriften
- Das intelligente Genom.  Über die Entstehung des menschlichen Geistes durch Mutation und Selektion. Berlin 1998, ISBN 3-540-64202-1.[4]
- Darwins Traum, Die Entstehung des menschlichen Bewußtseins, 2009, ISBN 3-527-32433-X.